# Mähring
Mähring település Németországban, azon belül Bajorországban. Lakosainak száma 1726 fő (2023. december 31.). Mähring Halže, Broumov, Chodský Újezd, Tři Sekery és Stará Voda községekkel határos.

## Népesség
A település népessége az elmúlt években az alábbi módon változott:
| Lakosok száma | 2080 | 575  | 1843 | 1840 | 1821 | 1830 | 1781 | 1776 | 1775 | 1726 |
|               | 1970 | 1975 | 2011 | 2012 | 2014 | 2015 | 2017 | 2019 | 2022 | 2023 |